# Bašurovo
Bašurovo (in lingua russa Башурово) è un centro abitato dell'Oblast' autonoma ebraica, situato nell'Oblučenskij rajon.